# Calamus spectatissimus
Calamus spectatissimus är en enhjärtbladig växtart som beskrevs av Caetano Xavier Furtado. Calamus spectatissimus ingår i släktet Calamus och familjen Arecaceae. Inga underarter finns listade i Catalogue of Life.